# Eric Mabius
Eric Harry Timothy Mabius (Harrisburg, Pensilvania, 21 de abril de 1971) es un actor estadounidense.
Es conocido por sus películas y papeles en series de televisión, destacando especialmente en Ugly Betty o Cruel Intentions, pero ha actuado igualmente en el teatro.
Por su labor en la serie Ugly Betty, obtuvo dos nominaciones a los Premios del Sindicato de Actores, en los años 2007 y 2008.

## Actividades previas
Eric Mabius nació en la ciudad de Harrisburg, en el estado de Pensilvania, hijo de Elizabeth y Craig Mabius, el 22 de abril de 1971, y tiene un hermano, Craig Mabius. Su familia es de religión católica, con orígenes en Austria, Irlanda y Polonia.
Sus primeros estudios tuvieron lugar en la Amherst Regional High School, donde fue votado "Mejor dramaturgo" en la categoría senior; por otro lado se inscribió en el Sarah Laurence College en Bronxville, Nueva York, donde prosiguió sus estudios sobre el cine.
Eric y su mujer se conocieron en el instituto durante una clase de educación sexual. Ivy y Eric contrajeron matrimonio en enero de 2006 y tienen un hijo, Maxfield Elliot.

## Carrera como actor
Después de estudiar interpretación y danza en el Sarah Lawrence College, Eric Mabius comenzó a trabajar en el teatro. Debutó en el cine con Bienvenido a la casa de muñecas en 1995, una película dirigida por Todd Solondz.
Posteriormente trabajó con John Duigan en The Journey of August King (1995) o Lawn Dogs (1997), con Gregg Araki en Splendor (1999) o con Roger Kumble en Juegos Sexuales (1999). También fue El Cuervo en El Cuervo: Salvación (2000) y participó en la película Resident Evil (2002), protagonizada por Milla Jovovich. Una de sus últimas apariciones en la pantalla grande fue en The Extreme Team (2003), en 2002 hasta 2003 participó de algunas temporadas en la serie "Chosen Ones" como John Day.
Al margen de sus trabajos cinematográficos, Eric también ha participado en la televisión, ya sea protagonizando telefilmes, como Cosecha de fuego (1996), o series de televisión, como Eyes, The L Word o Ugly Betty 